# Earl of Forfar
Earl of Forfar ist ein erblicher britischer Adelstitel, der je einmal in der Peerage of Scotland und in der Peerage of the United Kingdom geschaffen wurde. Der Titel ist nach der Stadt Forfar bzw. dem County Forfarshire in Schottland benannt.

## Verleihungen
Der Titel wurde erstmals am 2. Oktober 1661 in der Peerage of Scotland für Archibald Douglas, 2. Earl of Ormond, den jüngeren Sohn des Archibald Douglas, 1. Earl of Ormond, geschaffen. Zusammen mit dem Earldom wurde ihm der nachgeordnete Titel Lord Wandell and Hartside verliehen. Bereits 1655 hatte er von seinem Vater die Titel Earl of Ormond und Lord Bothwell and Hartside geerbt. Als sein Sohn, der 3. Earl Ormond, 1715 ohne Nachkommen starb, erloschen alle vier Titel.
In zweiter Verleihung wurde der Titel am 10. März 2019 in der Peerage of the United Kingdom für Edward, Earl of Wessex, den jüngsten Sohn von Königin Elizabeth II. anlässlich seines 55. Geburtstags neu geschaffen. Dieser war bereits anlässlich seiner Hochzeit mit Sophie Rhys-Jones am 19. Juni 1999 zum Earl of Wessex und Viscount Severn erhoben worden. Den Titel Earl of Forfar verwendete der Prinz fortan bei Aufenthalten im schottischen Landesteil, bis ihm sein Bruder König Charles III. am 10. März 2023, anlässlich seines 59. Geburtstags, auf Lebenszeit auch den höherrangigen Titel Duke of Edinburgh verlieh.

## Liste der Earls of Forfar

### Earls of Forfar, erste Verleihung (1661)
- Archibald Douglas, 2. Earl of Ormond, 1. Earl of Forfar (1653–1712)
- Archibald Douglas, 3. Earl of Ormond, 2. Earl of Forfar (1692–1715)

### Earls of Forfar, zweite Verleihung (2019)
- Edward, Duke of Edinburgh, 1. Earl of Wessex, 1. Earl of Forfar (* 1964)

Titelerbe (Heir Apparent) ist sein Sohn James, Earl of Wessex (* 2007).